# Карасёв, Михаил Дмитриевич
Михаил Дмитриевич Карасёв (12 ноября 1923 — 26 марта 2006) — генерал-майор Советской Армии, участник Великой Отечественной войны, Герой Советского Союза (1944).

## Биография
Родился 12 ноября 1923 года в селе Троицкое (ныне — Липецкий район Липецкой области). После окончания средней школы переехал в Киев, где работал штукатуром в «Киевгорстрое».
В октябре 1941 года призван на службу в Рабоче-крестьянскую Красную Армию. В 1943 году окончил Саратовское танковое училище. С августа того же года — на фронтах Великой Отечественной войны, командовал танком 32-й гвардейской отдельной танковой бригады Южного фронта. Отличился во время освобождения Запорожской области Украинской ССР.
В октябре 1943 года во время прорыва немецкой обороны в районе села Коханое Токмакского района одним из первых ворвался непосредственно в село. В бою его танк был подожжён, но, несмотря на это, экипаж продолжал сражаться, уничтожив 1 миномёт, 3 артиллерийских орудия и около 100 солдат и офицеров противника.
Указом Президиума Верховного Совета СССР от 19 марта 1944 года гвардии лейтенант Михаил Карасёв был удостоен высокого звания Героя Советского Союза с вручением ордена Ленина и медали «Золотая Звезда».
После окончания войны продолжил службу в Советской Армии. В 1947 году окончил Высшую офицерскую бронетанковую школу, в 1955 году — Военную академию бронетанковых войск. В 1984 году в звании генерал-майора вышел в отставку. Проживал в Риге.
Был также награждён орденами Отечественной войны 1-й степени, Красной Звезды, «За службу Родине в ВС СССР» 3-й степени, рядом медалей.